# Нямц
Нямц — повіт у Румунії, у Румунській Молдові, східне передгір'я Східних Карпат, у басейні р. Бистриця.
Площа 5896 км². Населення 557 тис. ос. (2002). Адміністративний центр — м. П'ятра-Нямц.

## Географія
На заході жудцю — Східні Карпати з вистотою до 1800 м над морем. Гори Чяхлеу (Ceahlău) мають дві красивих вершини (найвища — 1907 м).
Річка Біказ має мальовничу глибоку ущелину Кеіле Біказулуй (Cheile Bicazului). Гребля на річці Бистриця утворила озеро Біказ.
На схід, до долини річки Сірет, місцевість стає більш рівнинною із висотами до 160 м над рівнем моря.

## Населення
Перепис 2002 року:
- румуни — 98,66%
- цигани — 1,08%
- українці й інші — 0,12%
- росіяни-липовани — 0,07%
- угорці — 0,05%

## Міста
- П'ятра-Нямц
- Роман
- Тирґу-Нямц
- Биказ
- Рознов

## Господарство
Економіка повіту має індустріально-аграрний характер. Хімічна, металургійна, лісова і деревообробна, целюлозно-паперова промисловість; виробництво будматеріалів; харчові, текстильні, металообробні підприємства. Каскад ГЕС на р. Бістріца. У сільському господарстві посіви зернових, в основному кукурудза, цукрового буряка і др.; садівництво, тваринництво (переважно велика рогата худоба і вівці).
| Румунія | Це незавершена стаття з географії Румунії. Ви можете допомогти проєкту, виправивши або дописавши її. |